# I Am Not Okay
I Am Not Okay ist ein Country-Rock-Song des US-amerikanischen Sängers Jelly Roll. Es erschien 2024 als erste Single seines zehnten Studioalbums Beautifully Broken.

## Inhalt
Das Stück ist eine Ballade, die von Jason DeFord, Taylor Phillips, Ashley Gorley und Casey Brown geschrieben wurde. I Am Not Okay ist 3:17 Minuten lang, wurde in der Tonart G-Dur geschrieben und weist ein Tempo von 77 BPM auf. Es ist Menschen gewidmet, die an Depressionen leiden, und reflektiert sowohl die Ängste des täglichen Lebens als auch die Kühnheit des Optimismus.

## Entstehung
Im Herbst 2023 buchten die Songwriter Ashley Gorley und Casey Brown Flüge nach North Carolina, um sich dort mit Jelly Roll und Ashley Gorley zu treffen. Die vier schrieben einige Lieder. Anschließend besuchten die drei Songwriter noch Jelly Rolls Konzert in Wilmington am 5. Oktober 2023. Taylor Phillips bemerkte dabei, wie einige Konzertbesucher die Musik förmlich aufsaugten, weinten, jubelten oder einfach die Hände in die Luft streckten. Auf der Busfahrt zum nächsten Konzert in Greensboro sagte Phillips zu Roll, dass seine Konzerte wie der Besuch einer Kirche wären. Jelly Roll erwiderte, dass es für die Leute „okay ist, nicht okay zu sein“. Ashley Gorley hatte auf seinem Handy die Worte I Am Not Okay als einen möglichen Songtitel. Er setzte sich an ein Klavier und sang den Titel. 
Anschließend wurde eine Demoversion aufgenommen, bei der er grob den Text sang. Am nächsten Tag sang Jelly Roll den Text ein, während Sessionmusiker Nathan Keeterle die Klavierparts auf einer E-Gitarre spielte. Gegen Ende der Aufnahmen änderte Jelly Roll noch die letzte Zeile des Refrains von „But it’s gonna be alright“ in „But we’re all gonna be alright“. Er war der Meinung, dass dies die Botschaft wäre, die er den Hörern hinterlassen möchte, besonders, wenn diese an Depressionen leiden. Produziert wurde das Lied in den Saxman Studios von Zach Crowell. 
| „I know, I can't be the only one Who′s holding on for dear life But God knows, I know When it′s all said and done I'm not okay, but it′s all gonna be alright It's not okay, but we′re all gonna be alright“ – Refrain, Originalauszug | „Ich weiß, ich kann nicht der Einzige sein Der sich mit letzter Kraft festhält Aber Gott weiß, ich weiß Wenn alles gesagt und getan ist Ich bin nicht okay, aber am Ende wird alles gut sein Es ist nicht okay, aber wir werden alle in Ordnung sein“ – Refrain, Übersetzung |

Am 21. Mai 2024 präsentierte Jelly Roll erstmals das Lied während des Finales der 25. Staffel der US-amerikanischen Castingshow The Voice USA. Weitere Auftritte mit dem Song hatte er bei der Primetime-Emmy-Verleihung 2024 und bei den Billboard Music Awards 2024.

## Rezeption
Das Onlinemagazin All Country News schrieb, dass I Am Not Okay „eine erfrischen Dosis Glaubwürdigkeit bietet in einer Welt, in der polierte Images häufig interne Kämpfe maskieren“. Die Simplizität des Liedes erlaubt es, dass Jelly Rolls Botschaft „durchscheint“. Das Onlinemagazin Country Central hingegen schrieb, dass das Lied „nichts Interessantes zu sagen“ hätte und daher „flach und vorhersehbar“ wäre.

## Auszeichnungen
Das Stück wurde bei den Grammy Awards 2025 in den Kategorien Best Country Song und Best Country Solo Performance nominiert. Bei den iHeartRadio Music Awards 2025 wurde das Lied in der Kategorie Country Song of the Year nominiert. Eine weitere Nominierung erhielt das Lied bei den American Music Awards in der Kategorie Favorite Country Song.

## Kommerzieller Erfolg

### Chartplatzierungen
| ChartsChartplatzierungen               | Höchstplatzierung | Wochen |
| -------------------------------------- | ----------------- | ------ |
| Vereinigte Staaten (Billboard)         | 14 (32 Wo.)       | 32     |
| Vereinigte Staaten (Billboard Country) | 3 (35 Wo.)        | 35     |

| ChartsJahrescharts (2024)      | Platzierung |
| ------------------------------ | ----------- |
| Vereinigte Staaten (Billboard) | 75          |

### Auszeichnungen für Musikverkäufe
| Land/Region               | Auszeichnungen für Musikverkäufe (Land/Region, Auszeichnung, Verkäufe) | Verkäufe  |
| ------------------------- | ---------------------------------------------------------------------- | --------- |
| Kanada (MC)               | 2× Platin                                                              | 160.000   |
| Vereinigte Staaten (RIAA) | 2× Platin                                                              | 2.000.000 |
| Insgesamt                 | 4× Platin ·                                                            | 2.160.000 |